# Sarah Khadidja Tair
Sarah Khadidja Tair, née le 18 décembre 1987, est une escrimeuse algérienne.

## Carrière
Sarah Khadidja Tair est médaillée de bronze en fleuret par équipes aux Championnats d'Afrique d'escrime 2008 à Casablanca.